# Sam Giancana

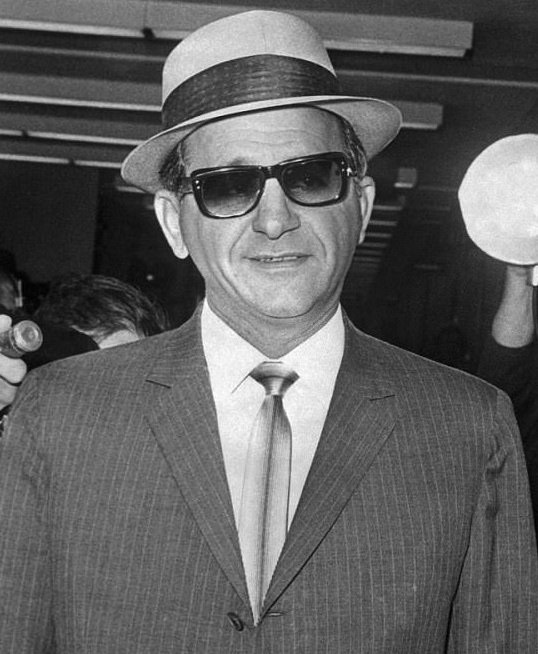
Sam Giancana

Salvatore "Sam" Giancana, även kallad "Momo" och "Mooney", född som Salvatore Giangana den 15 juni 1908 i Chicago, Illinois, död 19 juni 1975 i Oak Park, Illinois, var en amerikansk maffialedare, boss för Chicago Outfit. Han blev känd för allmänheten i USA på 1960-talet för sina förbindelser med Kennedyklanen och Marilyn Monroe. Han har ibland misstänkts för att ha haft något med mordet på John F. Kennedy att göra. Han var inblandad i mordförsök på Fidel Castro. Giancana sköts till döds i sitt eget kök med en finkalibrig revolver. Mordet klarades aldrig upp.

## Maktövertagande
Efter att ha släppts från fängelset 1942 blev Giancana känd genom att övertyga Outfit's underboss Accardo att ta över Chicagos afroamerikanska lotterisystem. Giancana's grupp påverkade Eddie Jones att sluta och tvingade Theodore Roe, en spelboss, till ett ödesdigert möte 1952. Roe hade vägrat ge upp sin kontroll, vilket ledde till mordet på honom 1952.
Outfit tog över "policy"-spelet på South Side efter att Jackie "Lackey" Cerone skrämde "Big Jim" Martin till Mexiko genom att skjuta honom i huvudet utan att döda honom. Denna spelkrig ledde till stora intäkter för Outfit från lotteriet och bidrog till att framhäva Giancana, som sedan "utsågs" till Outfits nya boss 1957. Accardo gick i delvis pension och blev Outfits consigliere tillsammans med Ricca. Dock var det allmänt känt att Accardo och Ricca fortfarande hade den verkliga makten. Giancana var tvungen att rådfråga Accardo och Ricca i alla viktiga Outfit-ärenden.
Giancana var närvarande vid maffians möte 1957, kallat Apalachinmötet, på Upstate New York-egendomen tillhörande Joseph Barbara. Senare blev Magaddino, ledaren för Buffalo's brottsliga organisation, och Giancana avlyssnade. De diskuterade att mötet borde ha ägt rum i Chicago-området. Giancana hävdade att det var den "säkraste platsen i världen" för ett undre världsmöte, då han hade polischef på sin lönelista. Giancana påstod att om syndikatet ville ha ett möte i Chicago eller runt det, fanns ingen anledning att frukta, eftersom de hade området "helt under kontroll".
Vissa journalister hävdade att Giancana och hans Chicago-maffia "spelade en roll" i John F. Kennedys seger i 1960 års presidentval.
Hyman Larner var en medarbetare till Giancana som hjälpte till att expandera Outfits spel- och smugglingsverksamhet till Panama och Iran, och flyttade operationens högkvarter från Miami till Panama, där penningtvätt underlättades av lokala banker. Dessa operationer genomfördes som ett partnerskap mellan maffian och CIA. Vid 1966 hade detta partnerskap utvecklats till vapensmuggling till Mellanöstern för den israeliska Mossad, allt via Panama. Richard Cain, en korrumperad polis, gjorde också "frekventa resor" till och från Mexiko som Giancanas kurir och ekonomisk rådgivare.